# Västra Vidskär
Västra Vidskär är en ö i Åland (Finland). Den ligger i Skärgårdshavet och i kommunen Kumlinge i landskapet Åland, i den sydvästra delen av landet. Ön ligger omkring 51 kilometer öster om Mariehamn och omkring 230 kilometer väster om Helsingfors.
Öns area är 14 hektar och dess största längd är 0,7 kilometer i sydöst-nordvästlig riktning.